# أليستير درايدن
أليستير درايدن (بالإنجليزية: Alistair Dryden) هو مجدف نيوزيلندي، ولد في 18 ديسمبر 1942 في أوكلاند في نيوزيلندا.

## وصلات خارجية
- أليستير درايدن على موقع الاتحاد الدولي للتجديف (الإنجليزية)
- أليستير درايدن على موقع اللجنة الأولمبية الدولية (الإنجليزية)
- أليستير درايدن على موقع أوليمبيديا (الإنجليزية)